# 열만화
열만화(烈萬華, ?~?)는 발해의 귀족이자 정안국의 초대 국왕이다. 남해부에 기반을 가진 열씨(列氏) 가문 출신이다

## 생애
발해의 유민으로 귀족 출신이라는 것 외에 열만화의 초기 생애는 알려진 것이 없다.
935년(淸泰 二年) 12월 남해부 도독(南海府都督)으로 후당에 사신으로 파견되어 936년(淸泰 三年) 2월 후당으로부터 검교공부상서(檢校工部尙書)가 된 열주도(列周道)의 기록을 볼 때 열씨는 이미 남해부에서 대대로 막강한 권력 기반을 구축하고 있었던 것으로 보인다.
이러한 세력을 배경으로 열만화는 936년에서 938년 사이에 정변을 일으켜 대씨 정권이었던 후발해를 무너뜨리고 열씨 정권을 세운 뒤 국호를 정안국으로 개칭한 것으로 추정한다. 그는 970년에 정안국 국왕 열만화라는 이름으로 송나라에 서한과 공물을 전했다. 그 뒤는 불명확하다.
열만화도 열씨가 아니라 오씨로서 '오열만화'로 불리는 오씨 왕통이라고도 한다. 결국 열만화 다음 왕인 오현명이 역성혁명을 한 게 아니라 대대로 이어지는 발해 왕족 혈통이라고 보는 설이다. 또 다른 설에서는 열만화의 왕권 찬탈을 도와준 오제현(烏齊顯)의 후손인 오현명이 976년을 전후해서 왕위에 올랐기 때문에 열만화가 그 전에 죽었거나 내분으로 피살되어 열씨 정권이 무너진 것으로 본다.

## 같이 보기
- 발해 부흥운동
- 정안국
- 오현명